# Choristemon humilis
Choristemon humilis là một loài thực vật có hoa trong họ Thạch nam. Loài này được H.B.Will. mô tả khoa học đầu tiên năm 1924.